# Barisciano
Barisciano é uma comuna italiana da região dos Abruzos, província de Áquila, com cerca de 1.799 habitantes. Estende-se por uma área de 78 km², tendo uma densidade populacional de 23 hab/km². Faz fronteira com Castelvecchio Calvisio, Fossa, Áquila, Poggio Picenze, Prata d'Ansidonia, San Demetrio ne' Vestini, San Pio delle Camere, Santo Stefano di Sessanio.

## Demografia
| Variação demográfica do município entre 1861 e 2011                               |
|                                                                                   |
| Fonte: Istituto Nazionale di Statistica (ISTAT) - Elaboração gráfica da Wikipedia |